# Manuel Strodel
Manuel Strodel (* 17. Januar 1992 in Buchloe) ist ein deutscher Eishockeyspieler, der seit Juli 2025 beim HC Kufstein aus der drittklassigen Ö Eishockeyliga unter Vertrag steht und dort auf der Position des Stürmers spielt. Zuvor war Strodel unter anderem für die Düsseldorfer EG in der Deutschen Eishockey Liga (DEL) aktiv, wo er über 300 Partien absolvierte.

## Karriere
Manuel Strodel begann seine Karriere als Eishockeyspieler zunächst in der Nachwuchsabteilung des ESV Buchloe, bevor er zu den Junioren des ESV Kaufbeuren wechselte, für die er unter anderem von 2005 bis 2007 in der Schüler-Bundesliga sowie anschließend ein Jahr lang in der Deutschen Nachwuchsliga (DNL) aktiv war. Daraufhin schloss sich der Angreifer der Düsseldorfer EG an, für dessen DNL-Mannschaft er von 2008 bis 2012 auf dem Eis stand. Von 2008 bis 2010 absolvierte er für die zweite Mannschaft der DEG in der viertklassigen Regionalliga zudem seine ersten Einsätze im Seniorenbereich. In der Saison 2010/11 stand er als Leihspieler in sechs Spielen für die Ratinger Ice Aliens in der drittklassigen Oberliga auf dem Eis. 
Zur Saison 2011/12 wechselte Strodel zum Oberligisten Füchse Duisburg, bei dem er mit 28 Scorerpunkten in 26 Spielen in seinem ersten Jahr überzeugen konnte. Parallel spielte er zudem weiterhin mit einer Förderlizenz für das DNL-Team der Düsseldorfer EG sowie erstmals für deren Profimannschaft, für die er drei Spiele in der Deutschen Eishockey Liga (DEL) bestritt. In der Spielzeit 2012/13 kam der Linksschütze erneut für Duisburg in der Oberliga sowie die Düsseldorfer EG in der DEL zum Einsatz. Nach sieben Jahren bei der DEG, 312 DEL-Spielen mit 34 Toren und 38 Vorlagen, wechselte Strodel in die DEL2 zum EC Bad Nauheim.
Anfang 2020 löste er seinen Vertrag in Bad Nauheim auf und wurde von den Löwen Frankfurt verpflichtet. Strodel verbrachte daraufhin noch zwei weitere Spielzeiten bei den Hessen, an deren Ende im Frühjahr 2022 der Gewinn der DEL2-Meisterschaft und der damit verbundene Aufstieg in die DEL stand. Der Stürmer erhielt jedoch keinen neuen Vertrag in Frankfurt und wechselte daher zur Saison 2022/23 zu den Starbulls Rosenheim in die Oberliga. Mit den Starbulls konnte er am Ende des Spieljahres einen weiteren Meistertitel und die Rückkehr in die DEL2 feiern. Nach der Spielzeit 2024/25 brach er nach drei Jahren auch dort seine Zelte ab und wechselte erstmals in seiner Karriere ins benachbarte Ausland. Im Juli unterschrieb er einen Vertrag beim HC Kufstein aus der drittklassigen Ö Eishockeyliga.

## Erfolge und Auszeichnungen
- 2022 DEL2-Meister und Aufstieg in die DEL mit den Löwen Frankfurt
- 2023 Oberliga-Meister und Aufstieg in die DEL2 mit den Starbulls Rosenheim

## Karrierestatistik
Stand: Ende der Saison 2024/25
(Legende zur Spielerstatistik: Sp oder GP = absolvierte Spiele; T oder G = erzielte Tore; V oder A = erzielte Assists; Pkt oder Pts = erzielte Scorerpunkte; SM oder PIM = erhaltene Strafminuten; +/− = Plus/Minus-Bilanz; PP = erzielte Überzahltore; SH = erzielte Unterzahltore; GW = erzielte Siegtore; 1 Play-downs/Relegation; Kursiv: Statistik nicht vollständig)